# Нове Городище (Логойський район)
Нове Городище — (біл. Новыя Гарадзішча), село (веска) в складі Логойського району розташоване в Мінській області Білорусі, підпорядковане Логозинській сільській раді.
Село Нове Городище розташоване в центральних районах Білорусі, у північній частині Мінської області.